# Estadio Parc des Sports Aguilera
El estadio Parc des Sports Aguilera es un estadio ubicado en Biarritz, Francia, en los Pirineos Atlánticos. Es el estadio habitual del Biarritz Olympique, un club de rugby que juega en Top14. Tiene una capacidad para 13 400 espectadores, incluidos 9 450 asientos.

## Historia
En el año 1903 se jugó lo que sería el primer partido de rugby de lo que más tarde se convertiría en estadio, enfrentando al Biarritz Stade y al Stade Bordeaux. Dos años más tarde, en 1905 se iniciaron las obras para la construcción del estadio. Y el 13 de abril de 1906, el ayuntamiento de Biarritz adquirió el terreno por 200 000 francos.
Después de la fusión del Biarritz Stade y el Biarritz Sporting Club el 24 de abril de 1913, el Biarritz Olypique jugó allí su primer partido contra FC Lourdes.
Fue nombrado oficialmente estadio Léon-Larribau el 14 de noviembre de 1954, en honor a un jugador internacional del Biarritz Olymque que murió durante la Primera Guerra Mundial. El nombre del parque de los deportes de Aguilera proviene de Don José Aguilera y Chapín, antiguo propietario del terreno.
Las gradas se fueron construyendo gradualmente: la tribuna, futura tribuna Haget que después pasó a llamarse Serge Kampf, se levantó del suelo en 1922. La tribuna Coubertin, futura grada Serge Blanco, fue construida en 1963.
En 2007, el club puso en marcha el proyecto "Super Aguilera", que incluyó nuevas gradas detrás de las palos para aumentar el número de plazas a 19 000, un gran aparcamiento subterráneo así como un hotel, un complejo acuático y compras, pero en 2009, en plena crisis financiera mundial la quiebra del grupo inmobiliario Loft, principal acreedor del proyecto, detuvo el proyecto.
Tras una renovación en 2006 de la grada de Kampf, el estadio cuenta con 9 500 asientos (incluidos 4.950 asientos en la grada de Kampf y 4.500 asientos en la grada de Blanco), y tiene una capacidad total de 13 400 asientos.
En 2017 en un encuesta del diario L´Equipe, el estadio de Aguilera fue votado como el segundo estadio más hermoso del rugby francés por detrás del estadio Marcel-Michelin de Clermont en 2017.
El 5 de marzo de 2019, el club hizo público un proyecto de renovación del estadio que incluye dos gradas adicionales, palcos, un nuevo centro de entrenamiento y una grada modular.

### Partidos internacionales
El estadio Aguilera ha acogido varios encuentros internacionales: la selección francesa contra su filial en 1922, Fiji contra una selección del suroeste de FraNCIA en 1964, los Barbarians franceses contra Sudáfrica en 1997 y contra Argentina en 2007.